# Плосское (Мордовия)
Плосское  — поселок в составе  Бабеевского сельского поселения Темниковского района Республики Мордовия.

## География
Находится на расстоянии примерно 4 километров по прямой на юг-юго-запад от районного центра города Темников.

## История
Известен с 1866 года как владельческое сельцо Темниковского уезда из 29 дворов, в начале XX века здесь проживало  около 830 человек. Имелась деревянная Покровская церковь.

## Население
Постоянное население составляло 131 человека (русские 90%) в 2002 году, 105 в 2010 году .